# Джйоті Сваруп Панде
Джйоті Сваруп Панде (англ. Jyoti Swarup Pande; 25 травня 1950) — індійський музикант та дипломат. Надзвичайний і Повноважний Посол Індії в Україні (2011).

## Життєпис
Народився 25 травня 1951 року. У 1973 році закінчив економічний факультет Університету Мумбаї. Пан Пандей дуже цікавився музикою з дитинства й навчався музики в Крішна Рао Камхеткар у Мумбаї з 1967 по 1973 рр. Після переїзду до Делі, він вивчив мистецтво ганчірки з Устад Рахім Фахім уд Дін-хана в 1986—1987 рр.
З травня 1976 по травень 1979 року працював другим і третім секретарем у Бразилії. 
З травня 1979 по травень 1982 року він працював заступником міністра в Міністерстві торгівлі в Нью-Делі.
З грудня 1982 року по серпень 1983 року він працював заступником секретаря та заступником міністра в міністерстві закордонних справ у Нью-Делі.
З серпня 1983 по квітень 1985 року працював першим секретарем у Куала-Лумпурі, Малайзія.
З червня 1985 по травень 1997 року він працював заступником секретаря та директором Інституту дипломатичної служби в Нью-Делі.
Він працював секретарем у Нью-Делі з травня 1997 року по січень 2003 року.
З лютого 2003 року — Надзвичайний і Повноважний Посол Індії в Азербайджані, Малайзії, Киргизстану (2006—2010).
У 2009-2011 рр. - Надзвичайний і Повноважний Посол Індії в Україні. 